# Dioscorea dugesii
Dioscorea dugesii är en enhjärtbladig växtart som beskrevs av Charles Budd Robinson. Dioscorea dugesii ingår i släktet Dioscorea och familjen Dioscoreaceae. Inga underarter finns listade i Catalogue of Life.